# Agaplesion Bethesda Krankenhaus Wuppertal
Das Agaplesion Bethesda Krankenhaus Wuppertal, bis 2010 unter der Firmierung Bethesda-Krankenhaus Wuppertal bekannt, ist ein Akutkrankenhaus im Westen Wuppertals. Das Haus ist akademisches Lehrkrankenhaus der deutschen Niederlassung der Universität für Medizin, Pharmazie, Naturwissenschaften und Technik Târgu Mureș (Neumarkt a. M.) sowie der Ruhr-Universität Bochum. Die Klinik unterhält neun Fachkliniken, darunter eine neurologische, neurochirurgische und neuroradiologische Abteilung, eine Abteilung für interventionelle Gefäßmedizin und eine Abteilung für Gynäkologie und Geburtshilfe. Insgesamt verfügt das Haus über 358 Betten, über 1000 Mitarbeitende und behandelt im Jahr über 40.000 Patienten ambulant und stationär.

## Geschichte

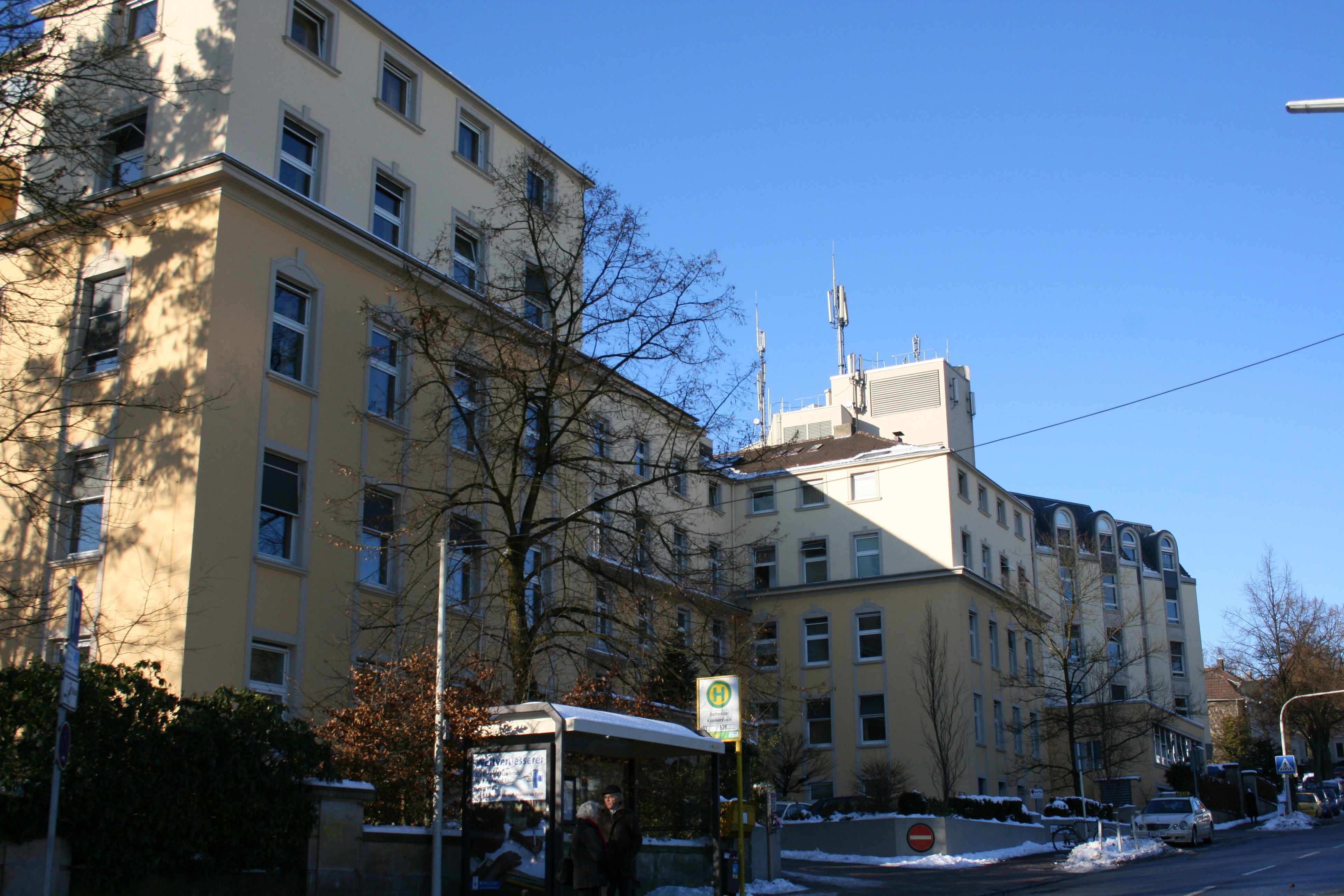
Blick von der Hainstraße

Ursprung des Hauses ist der im Jahr 1886 gegründete Bethesdaverein für allgemeine Krankenpflege zu Elberfeld. 1929 entstand daraus die für 250 Patienten und 150 Schwestern geplante Diakonissenanstalt Bethesda. Der hebräische Name Bethesda nimmt Bezug auf eine Zisterne in Jerusalem und ist vom aramäischen beth hasada, „Haus der Gnade“ oder auch „Ort der Barmherzigkeit“ abgeleitet, nach anderer Quellenlage beruht der Name auf „Vedes da“ = „er gibt Erweckung oder Genesung“.
Seit 2006 gehört das Krankenhaus zur bundesweiten Agaplesion gAG mit Sitz in Frankfurt am Main mit insgesamt über 100 Einrichtungen, darunter 23 Krankenhausstandorte und 35 Wohnen- und Pflegeeinrichtungen, und mehr als 19.000 Beschäftigten. 2010 erfolgte die Umfirmierung in Agaplesion Bethesda Krankenhaus Wuppertal gGmbH.

## Unternehmensgliederung
Der volle Name des Unternehmens lautet Agaplesion Bethesda Krankenhaus Wuppertal gGmbH. Zu dem Unternehmen gehören unter anderem zwei Seniorenzentren; eines in unmittelbarer Nähe des Krankenhauses mit 140 Pflege- und Wohneinrichtungen sowie ein weiteres in Unna mit 80 Pflegeplätzen. Zudem sind die Agaplesion Klinik Service Betriebe Wuppertal GmbH angegliedert und stellen dem Krankenhaus Personal für verschiedene Dienstleistungsbereiche zur Verfügung. Es kooperiert zudem mit dem Evangelischen Krankenhaus Mettmann. Des Weiteren unterhält das Krankenhaus das Diakonische Bildungszentrum Bergisch Land, kurz DBZ, mit mehreren Bildungsstätten in Remscheid zur „Förderung der Bildung und Beratung in Berufen und Einrichtungen des Gesundheits- und Sozialwesens“ und die Evangelische Pflegeakademie Bergisch Land in Mettmann mit 150 Plätzen für die dreijährige Ausbildung von Pflegefachpersonen. 

## Fachabteilungen
- Klinik für Allgemein-, Viszeral- und Gefäßchirurgie
- Klinik für Anästhesiologie und Intensivmedizin
- Medizinische Klinik mit Kardiologie, Lungenheilkunde und Schlafmedizin
- Klinik für Angiologie und interventionelle Gefäßmedizin
- Klinik für Unfallchirurgie, Orthopädische Chirurgie und Handchirurgie
- Klinik für Neurologie
- Klinik für Neurochirurgie
- Klinik für Radiologie und Neuroradiologie
- Klinik für Frauenheilkunde und Geburtshilfe

## Kompetenzzentren
- Notfallzentrum
- regionales Traumazentrum
- regionale Stroke Unit
- Brustzentrum
- Endoprothetik-Zentrum
- kardiologisches Zentrum Elberfeld
- neurokardiovaskuläres Zentrum
- renales Denervationszentrum
- Zentrum für minimal-invasive und ambulante Gynäkologie (ZAG)

## Kooperationen
- Bergisches Kompetenzzentrum für Gesundheitsmanagement und Public Health (BKG) an der Bergischen Universität
- GHD GesundHeits GmbH Deutschland in Dortmund
- Diakonie Wuppertal
- Evangelisch-methodistische Kirche[5]
- Diakonisches Bildungszentrum Bergisch Land
- Evangelische Pflegeakademie Bergisch Land